# Chloroclystis rubicunda
Chloroclystis rubicunda är en fjärilsart som beskrevs av Louis Beethoven Prout 1934. Chloroclystis rubicunda ingår i släktet Chloroclystis och familjen mätare. Inga underarter finns listade i Catalogue of Life.